# Erik Sparschuch
Erik Sparrschcuh,  född 13 augusti 1695 i Norrköping, död där 18 oktober 1714, var en svensk organist.

## Biografi
Sparschuch föddes i Norrköping 1695. Fadern Christian Sparschuch från Dresden var organist i S:t Olai församling 1699-1712 och konrektor. Erik Sparschuch och hans yngre bror Johan Sparschuch torde fått organistutbildning av fadern. Erik Sparschuch blev organist i Tyska (Hedvig) församlingen 1709–1712 då han efterträdde fadern i S:t Olai församling. I mars 1714 inskrevs han vid Uppsala universitet men den 18 oktober samma år drunknade han tillsammans med flera landsmän på färd med postbåten från Uppsala till Stockholm. Han begravdes i november i Norrköping.